# Majnunsymfonie
De Majnunsymfonie is de symfonie nr. 24 opus 273 van Alan Hovhaness. Het is een van de symfonieën waarbij de hoofdtitel aan het thema gekoppeld is.
De majnunsymfonie is in haar geheel gewijd aan het Oosterse liefdesverhaal Layla en Majnun. Het verhaal kan vergeleken worden met het Westerse Romeo en Julia; in beide gevallen bereiken de twee geliefden elkaar niet. Hovhaness was een componist die veelal hymnes en koralen schreef en dan is de overstap naar muziek voor aan andere adoratie niet zo groot. Het verschil met zijn (voorgaande) symfonieën is dan ook niet zo groot, als men aan de thema’s zou vermoeden. De muziek is wel veel ingetogener en lieflijker. Voorts is de orkestratie dun gehouden in deze in Seattle gecomponeerde symfonie. In de symfonie gebruikte Soefi boventonen; de voor de componist kenmerkende fuga’s ontbreken in dit werk ook niet. De senza misura-passages zitten aan het begin van elk deel.

## orkestratie
- tenorstem;
- koor SATB (sopraan, alt, tenor, bariton);
- solo viool, solo trompet
- violen, altviolen, celli, contrabassen.

De solotrompettist geeft Majnun weer, de violist Layla en de ziener. Hovhaness haalde het verhaal uit een vertaling van Edward Fitzgerald van het oud Perzische epos Salaman en Absal. Hovhaness haalde al eerder FitzGerald aan in zijn The Rubaiyat of Omar Khayyám.
Hovhaness verzorgde zelf de eerste uitvoering van het werk op 25 januari 1974. Het werk was geschreven op verzoek van het International Center for Arid and Semi-arid Land Studies for Focus on the Arts Series at Texas Tech University in Lubbock (Texas), alwaar de première plaatsvond.
Het geheel doorgecomponeerde werk bestaat uit twee delen, die weer in een aantal secties onderverdelen zijn:
- Deel 1
  - Majnun (voor soloviool, trompet en strijkers)
  - Letters in the sand (koor, trompet en strijkers)
  - The distracted lover (tenor, trompet en strijkers)
- Deel 2
  - The sword-wind (strijkers)
  - Majnun answered (koor, trompet, strijkers)
  - The beloved (trompet en strijkers)
  - The celestial beloved (soloviool en strijkers)
  - Majnun’s love song (tenor, koor, trompet en strijkers)
  - The mysterious beloved (koor, trompet en strijkers).

## Discografie
- Uitgave Crystal Records: het National Philharmonic Orchestra of London o.l.v. de componist; eerder verschenen via zijn eigen platenlabel Poseidon. Martyn Hill (tenor), John Wilbraham (trompet) en Sidney Sax (viool) waren de solisten; het koor was het John Aldiss Choir.